# Anatoli Antonov (politicus)

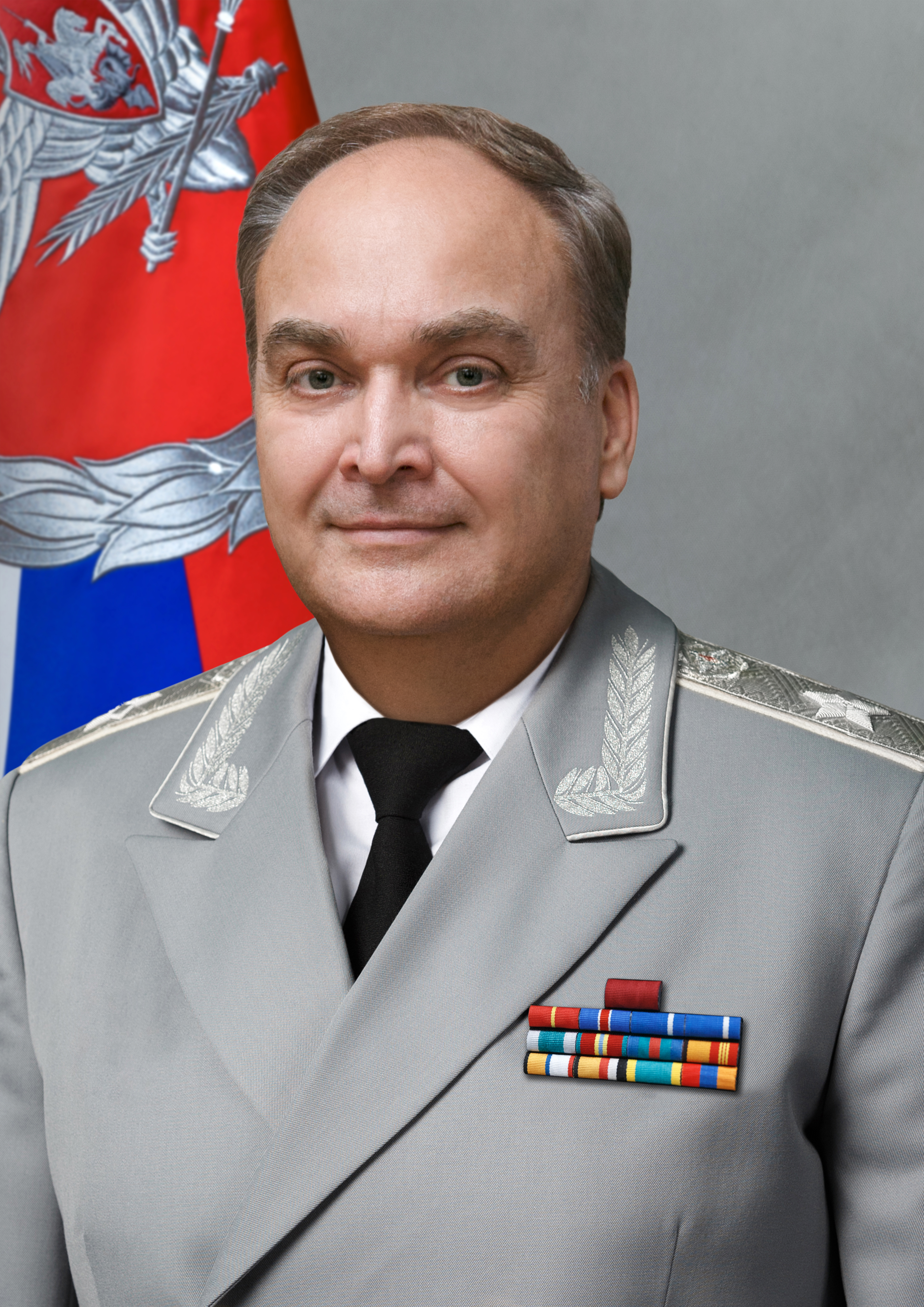
Antonov in 2014

Anatoli Ivanovitsj Antonov (Russisch: Анатолий Иванович Антонов) (Omsk, 15 mei 1955) is een Russisch politicus, militair en diplomaat. Sinds 2017 is hij ambassadeur voor Rusland in de Verenigde Staten. 

## Opleiding
In 1978 studeerde hij af aan het Staatsinstituut voor Internationale Betrekkingen van Moskou, waarna hij in 1983 een mastergraad behaalde. In 2006 studeerde hij af aan het Instituut voor Wereldeconomie en Internationale Betrekkingen in Moskou. In 2012 behaalde hij, eveneens in Moskou, een doctoraat in de politieke wetenschappen aan het Instituut voor Wereldeconomie en Internationale Betrekkingen.

## Carrière
Na zijn afstuderen in 1978 was hij gedurende 30 jaar werkzaam als bij het ministerie van Buitenlandse Zaken, eerst dat van de Sovjet-Unie en later (na het uiteenvallen van de Sovjet-Unie in 1991) dat van Rusland. Hij hield onder andere toezicht op  kern-, biologische en chemische wapens.
Op 2 februari 2011 werd hij middels een presidentieel decreet benoemd tot plaatsvervangend minister van Defensie voor de Russische Federatie. In die hoedanigheid werd hij in februari 2015 door de Europese Unie op een sanctielijst gezet, nadat hij in december 2014 had beweerd dat de NAVO van Oekraïne een "frontlinie van confrontatie" wilde maken. Op 28 december 2016 werd hij benoemd tot plaatsvervangend minister van Buitenlandse Zaken.
In maart 2017 was hij een van de kandidaten voor de functie van permanent vertegenwoordiger voor Rusland bij de VN (na het overlijden van Vitaly Tsjoerkin). Uiteindelijk ging deze betrekking naar Vasily Nebenzya.

### Ambassadeur voor de VS
In februari 2017 werd Antonov de belangrijkste kandidaat voor de functie van ambassadeur voor Rusland in de Verenigde Staten.  Op 21 augustus 2017 werd Antonov door de Russische president, Vladimir Poetin, officieel in deze functie benoemd. Antonov volgde hiermee Sergej Kisljak op, die negen jaar deze functie had bekleed.